# Stubby Kaye
Pour les articles homonymes, voir Kaye.
Stubby Kaye est un acteur américain né le 11 novembre 1918 à New York, New York (États-Unis) et mort le 14 décembre 1997 à Rancho Mirage, Californie (États-Unis).

## Filmographie
- 1953 : Taxi : Morris
- 1955 : Blanches Colombes et Vilains Messieurs (Guys and Dolls) : Nicely Nicely Johnson
- 1956 : L'Extravagante Héritière (You Can't Run Away from It) de Dick Powell : Fred Toten
- 1957 : Pinocchio (TV) : Town Crier
- 1958 : Hansel and Gretel (en) (TV) : Town Crier
- 1959 : Love and Marriage (en) (série télévisée) : Stubby Wilson
- 1959 : Li'l Abner : Marryin' Sam
- 1960 : So Help Me, Aphrodite (TV)
- 1960 : Full Speed for Anywhere (TV) : Yeoman Stubby Fox
- 1960 : My Sister Eileen (série télévisée) : Marty (1960-61)
- 1962 : The Cool Mikado (en) : Judge Herbert Mikado / Charlie Hotfleisch
- 1962 : 40 Pounds of Trouble : Cranston
- 1964 : Shenanigans (série télévisée) : Host
- 1964 : Une vierge sur canapé (Sex and the Single Girl) : 'Speed' Vogel
- 1965 : Cat Ballou : Professor Sam the Shade
- 1967 : La Route de l'Ouest (The Way West) : Sam Fairman
- 1967 : After Many a Summer (TV) : Jo Stoyte
- 1969 : Can Hieronymus Merkin Ever Forget Mercy Humppe and Find True Happiness? : Fat Writer
- 1969 : Sweet Charity de Bob Fosse : Herman
- 1969 : The Monitors (en) de Jack Shea : Cameo appearance
- 1970 : Cool It Carol! : Rod Strangeways
- 1970 : Cockeyed Cowboys of Calico County (en) : Bartender
- 1975 : Timber Tramps (en)
- 1975 : Sixpack Annie (en) : M. Bates
- 1981 : Goldie and the Boxer Go to Hollywood (TV) : Babe
- 1984 : Ellis Island, les portes de l'espoir ("Ellis Island") (feuilleton TV) : Abe Shulman
- 1987 : Doctor Who : épisode « Delta and the Bannermen » : Weismuller
- 1988 : Qui veut la peau de Roger Rabbit (Who Framed Roger Rabbit) de Robert Zemeckis : Marvin Acme
- 1988 : The Big Knife (TV)